# 平壌の戦い (日清戦争)

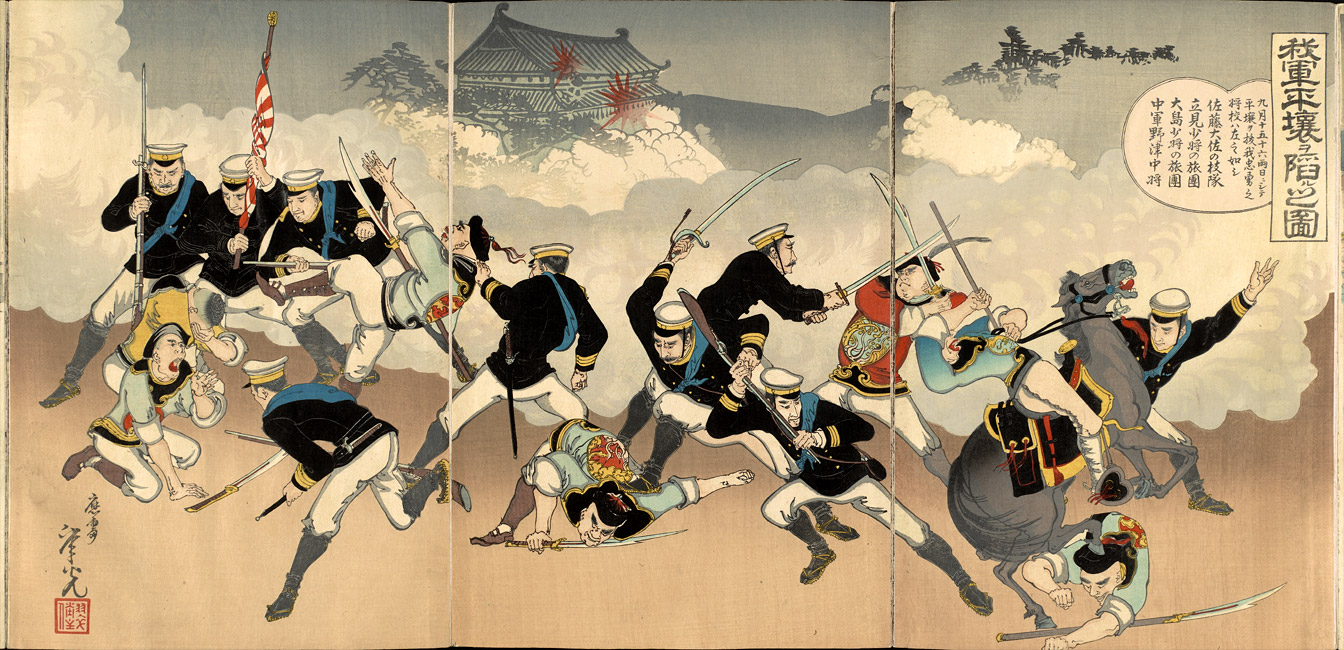
「我軍平壌ヲ陥ル之図」（福島年光画）

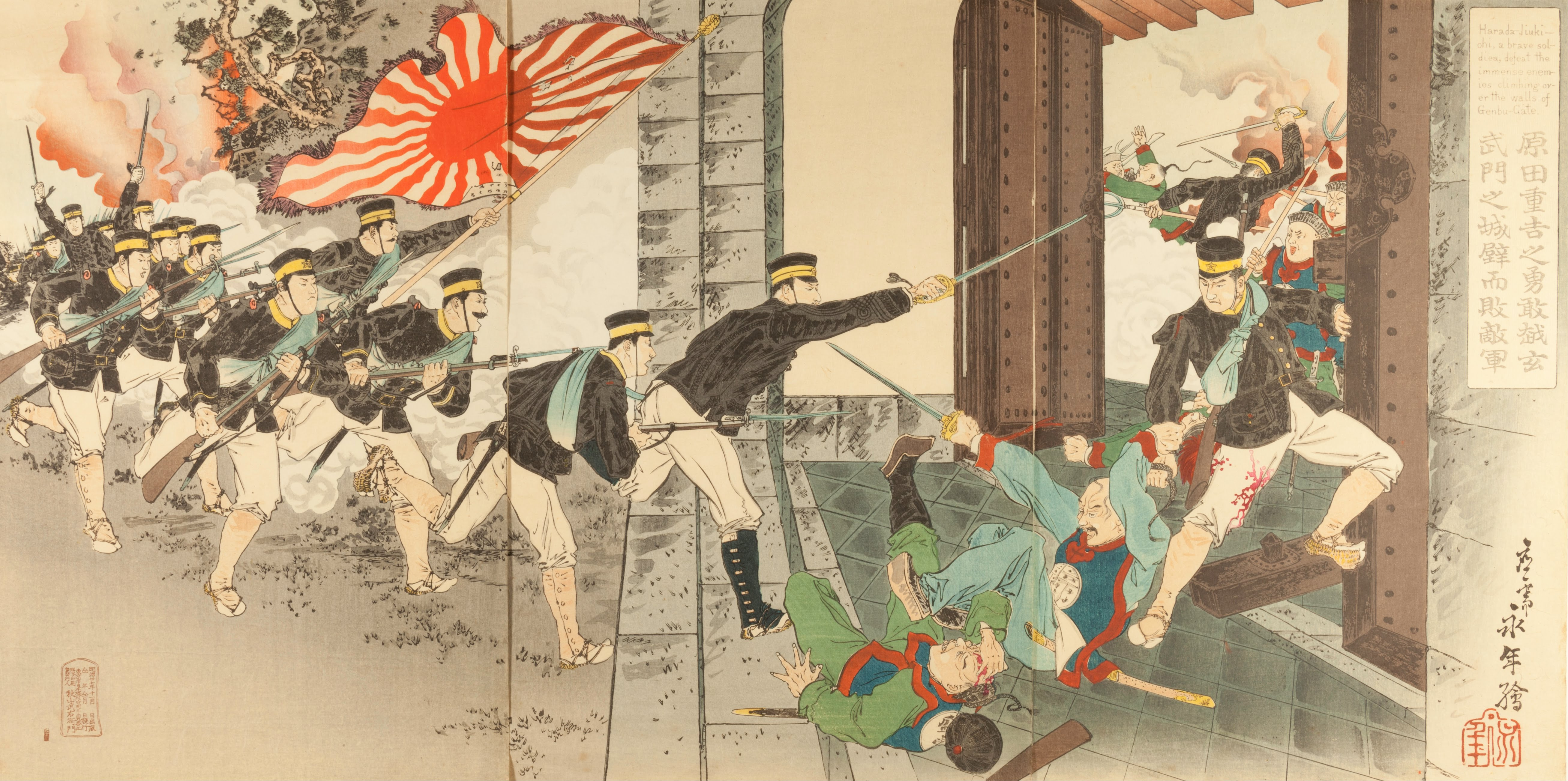
「原田重吉之勇敢越玄武門之城壁而敗敵軍」名和永年画

平壌の戦い（へいじょうのたたかい、ピョンヤンのたたかい）は、日清戦争における最初の本格的な陸戦である。

## 戦闘前

### 日本軍の動き
混成第9旅団長大島義昌少将は、入韓直後から清国の大軍が平壌に集中するとの情報を得ていた。騎兵斥候を平壌に派遣し駐留させていたが7月下旬、清兵は義州を経由して平壌に接近、斥候隊は中和さらに黄州に退いた。1894年8月10日、黄州から中和に偵察に出た時に有力な敵と遭遇、指揮官の町口中尉や竹内少尉などの幹部が戦死してしまう。
第9旅団にはさらに成歓の戦いでの清軍敗兵が春川周辺にいること、日本から第5師団残部が元山と釜山に上陸し、漢城府（現在のソウル）に向かうという情報が入る。このため警戒を兼ねて、朔寧方面に朔寧分遣支隊を派遣した。
大本営は、清軍を朝鮮半島外に駆逐することを決心し、8月14日、第3師団の半分の派韓を決定、さらに9月1日、両師団をあわせて第1軍を編成し、陸軍大将山縣有朋が軍司令官に任命された。
それに先立ち、第5師団長野津道貫は8月19日に漢城府に到着した。このとき韓廷の事実上の首班は大院君であったが、清兵が陸続と南下の報を聞くと動揺してしまう。野津は、情勢判断の結果、朝鮮政府を動揺させないためにも、早期の平壌攻略が必要と判断し第5師団の北進を開始した。混成第9旅団にもとして義州街道を前進するよう命じている。
8月21日、混成第9旅団は龍山を先発部隊として出発した。元山にいた歩兵第12連隊（連隊長：友安治延中佐）第1大隊には朔寧方面への転進を命じ、同隊は麻田里で朔寧分遣支隊と8月24日に落ち合った。
一方、第3師団（師団長：桂太郎中将）は8月4日動員が発令されたが、大本営の指示で兵站部の編成が変更したので手間取り、完了したのは8月30日になった。このため8月28日に宇品から、歩兵第18連隊（連隊長：佐藤正中佐）基幹の先発隊だけを元山にむかわせることになった。結局第3師団主力は平壌の戦いには間に合わず先発隊だけが第5師団に属して戦うことになる。

### 清国軍の動き
李鴻章は7月上旬から順次、動員の完成とともに諸部隊に平壌に集結することを命令した。
- 盛軍（総兵[軍司令]：衛汝貴（中国語版）以下6000名）
- 毅軍（総兵：馬玉昆（中国語版）以下2000名）
- 奉天軍（総兵：左宝貴以下3500名）
- 盛軍（奉天）（総兵：フェンシェンガ（豊陞阿）以下1500名)

李鴻章から、平壌に集結した清軍の総指揮をまかされたのは、成歓の戦いで敗れた葉志超提督（中将相当）であった。9月7日、葉は、光緒帝の諭旨と李の督促を受け、7,000人の迎撃部隊を南進させた。しかし同夜、「敵襲」との声で味方同士が発砲し、同士討ちで死者20人・負傷者100人前後を出してしまい迎撃作戦が失敗する。ドゥガルド・クリスティーによれば、「（兵士たち）の多くは畑からまっすぐの徴募されて来たばかりの者や、街頭から掃き集められて来た丈夫な身体の乞食などで、奉天で1、2週間の訓練を受けては前線へ送り出された」という。
9月13日になると、葉志超は四方から迫る日本軍をみて重囲に陥るのは必至であると判断する。そして各将に「包囲完成前の撤退」を諮る。だが奉天軍総兵左宝貴は、予め近代的な日本軍との戦力格差を知った上で死を覚悟しており、憤然として自己の親兵をもって葉を監禁してしまう。これ以降清軍司令官が存在せず、各将は自分の判断で戦うことになった。総司令官や将領たちが戦う前に平壌から引き揚げたという説もある。

## 平壌の戦闘
野津は、包囲完成をみて9月15日の総攻撃を決断。それまでに準備射撃による敵の動揺を誘う作戦をとった。また大同江外中碑街の堡塁を混成第9旅団に攻撃させ敵が解囲の為出撃するよう仕向けた。
9月15日、大同江対岸の橋頭堡をなす中碑街への攻撃は午前6時ごろ激烈になり大島旅団長は6時20分、歩兵第21連隊（連隊長：武田秀山中佐）に西方河岸の角面堡にたいする突撃を命じた。だが攻撃は失敗し4個中隊を率いた武田中佐は義州街道西側の部落に集合させ戦闘を持続した。
北側にあった朔寧支隊は城外の堡塁全てを奪取すべく第2・3堡塁を攻撃し、7時までに敵を牡丹台の玄武門・七星門方面に敗走させた。元山支隊も前進し、朔寧支隊と平行して、箕子陵方面に前進した。
一方、師団主力はヨッタルマク丘に部隊を進出させた。

### 大同江方面
混成第9旅団の中碑街にいる部隊は苦戦を続けた。午前7時半になると、清軍は軍橋をわたって増援部隊が到着し、また弾薬を補給している状況がうかがえた。中央部隊がこの停滞を打開するため、10時頃に西方河岸角面堡南側の掩堡に向けて突撃した。しかし猛烈なる十字砲火をうけ撃退されてしまう。将校の大半を失った中央隊は10時半すぎ右翼隊のこもる東方角面堡に移動した。
正午になり大島旅団長は十分に牽制の役割を果たしたと判断、不利な戦場から離脱することが適当と決心し、右翼隊・中央隊の退却を指示、14時半から退却運動を開始した。そして中山洞高地に15時までに到着する。敵の出撃が憂慮されたがそれは起きなかった。さらに大同江を渡河した左翼隊も発起点まで退却させた。だが混成第9旅団は戦死者140名というこの戦いでの最大の損害をうけた。

### 平壌北面方面
朔寧支隊（支隊長：立見尚文歩兵第10旅団長）と元山支隊（歩兵第第18連隊を基幹とした第3師団先発隊）は北面の城壁に向かい前進した。牡丹台の清軍のガットリング機関砲に苦戦するが朔寧支隊の山砲隊を第3堡塁内まで進出させ、そこから牡丹台を射撃させた。「射弾著々命中して毫も虚発なし」と『公刊戦史』は伝えている。
8時10分、牡丹台は陥落したが乙密台の敵がなおも頑強に抗戦を続けた。一部隊は玄武門の突破に成功したが、乙密台の敵は動揺を示さなかった。元山隊は箕子陵に向いあっていたが、敵は急峻なる斜面に屹立した城壁によっており、支隊長は無理攻めを避けるよう命令した。
11時ごろ、七星門より敵の一隊200名ほどが出撃してきた。先頭は箕子陵高地西南松樹の密生する斜面に達し元山支隊右翼に突撃しようとしたが砲兵第3大隊の砲撃と歩兵第18連隊の3個中隊の応戦で七星門に退却した。この出撃には左宝貴みずから先頭にたったものだったが彼はここで戦死した。

### 師団主力方面
師団主力方面では敵騎兵が出撃の試みを見せ始めた。歩兵第22連隊（連隊長：富岡三造中佐）は直ちに警戒態勢をとった。7時45分、堤防暗門附近から敵騎兵が西北に向かって前進を開始、普通江を渡って二隊となり主力は雑薬洞方向に進み一部は甑山、江西両街道の中間の玉蜀黍畑内を一騎縦隊をもって疾駆してきた。
師団主力の一斉射撃により敵騎兵はたちまちその過半を失い残騎の大部は西方に潰走した。その一部約40騎は三光山の西麓に走ったが、これに独立騎兵隊が襲撃して30騎を失い、逃れて康村方向に走ったのは3〜4騎にすぎなかった。独立騎兵隊長木村少佐は、敵騎の出撃をみて三光山鞍部に待ち伏せていたという。また西方に逃れた敵騎も歩兵第11連隊（連隊長：西島助義中佐）と同12連隊の一部に猛射を浴びせられ、ほとんど全滅した。

### 平壌の陥落
朔寧支隊には14時半、現在地に止まって夜営準備が命令された。しかし16時半ごろ前面城壁と乙密台の敵は射撃を停止し、白旗を翻した。軍使を送る準備をしていた17時ごろ突然雷雨となり、清軍は雷雨を口実として翌朝の開門を要望する。
一方師団主力部隊にいた野津師団長にも清軍白旗の情報がもたらされた。しかし野津は「夜間脱出する詐術」ではないかと疑い、一層警戒を厳重にすることを命令した。
21時、雨がようやく収ったころ、多数の清兵が甑山の方向に逃走し始めた。日本軍各部隊は一斉に射撃を開始し21時まで続けられた。翌1時10分、歩兵第12連隊は暗門から城内に突入する。城内には道に迷った清兵が少数いるだけでもぬけの殻だった。朔寧支隊方面も突入のラッパが聞こえ、5時半入城を開始した。
清兵の大部分は逃走に義州街道をとったため、元山支隊の攻撃するところとなり、さらに順安に到着したところで、守備隊（歩兵第18連隊第7中隊）と衝突、150ほどの遺棄死体を残して敗走した。清軍は、白旗を掲げ、城を譲り渡せば危害を加えられることなく、退去できると考えていたとされる。
日本軍の戦死者は180人、負傷者は506人であった。清軍の戦死者は2000人以上といわれている。清軍の指揮官は戦死した左以外はいずれも脱出に成功している。
日本軍は進軍を優先したため、この戦いでも糧食不足に悩まされ、最もよい混成第9旅団でさえ、常食と携行口糧それぞれ2日分で攻略戦に臨んだ（その後も補給に苦しみ、しばしば作戦行動の制約になる）。だが平壌で清軍のもの（糧米2900石）を確保したことにより、当面解消された。